# Say My Name
«Say My Name» — песня американской R&B-группы Destiny's Child со второго студийного альбома The Writing's on the Wall. В написании композиции, помимо самих вокалисток, принимали участие: Лашон Дэниелс, Фред Джеркинс III и Родни «Darkchild» Джеркинс, который также является продюсером трека.

## История создания
«Say My Name» стала первой композицией группы, записанной в сотрудничестве с Родни Джеркинсом, который работал над вторым альбомом коллектива. Основной вокалистке Destiny’s Child Бейонсе Ноулз первоначально песня не понравилась. Во время фотосессии для альбома отец Бейонсе и менеджер группы Мэтью Ноулз сообщил ей, что Джеркинс переделал трек, который она «ненавидела», и попросил её послушать новый вариант. Новая версия композиции понравилась всем участницам коллектива.

## Список композиций
| US CD Single 1. «Say My Name» (Album Version) — 4:28 2. «Say My Name» (Timbaland Remix) — 5:02 US Maxi CD Single 1. «Say My Name» (Album Version) — 4:28 2. «Say My Name» (Timbaland Remix) — 5:02 3. «Say My Name» (Maurice’s Last Days Of Disco Millennium Mix) — 7:35 4. «Say My Name» (Daddy D Remix w/ Rap) — 4:48 5. «Say My Name» (Album Version) (featuring Kobe Bryant) — 4:27 UK CD Single Part 1 1. «Say My Name» — 4:28 2. «Say My Name» (Storm Mix by Tariq) — 4:35 3. «Say My Name» (Timbaland Remix) — 5:01 UK CD Single Part 2 1. «Say My Name» (Dreem Teem Club Mix) — 5:45 2. «Say My Name» (Noodles Mix) — 5:17 3. «Say My Name» (Maurice’s Bass 2000 Mix) — 4:20 Also includes a poster | European CD Single Part 1 COL 668851 5 1. «Say My Name» (Radio Edit) — 3:46 2. «Say My Name» (Album Version) — 4:28 3. «Say My Name» (Timbaland Remix) — 5:02 4. «Say My Name» (Album Version) (featuring Kobe Bryant) — 4:27 5. «Say My Name» (Daddy D Remix w/o Rap) — 4:48 European CD Single Part 2 COL 668851 2 1. «Say My Name» (Album Version) — 4:28 2. «Say My Name» (Timbaland Remix) — 5:01 3. «Say My Name» (Album Version) (featuring Kobe Bryant) — 4:27 4. «Say My Name» (Daddy D Remix w/o Rap) — 4:48 Australian Enhanced CD Single 1. «Say My Name» (Album Version) — 4:28 2. «Say My Name» (A Capella) — 4:00 3. «Say My Name» (Instrumental) — 4:27 4. «Bills, Bills, Bills» (Album Version) — 4:14 |

## Чарты
| Чарты (2000)                          | Высшая позиция |
| ------------------------------------- | -------------- |
| Австралия (ARIA)                      | 1              |
| Бельгия/Фландрия (Ultratop 50)        | 19             |
| Бельгия/Валлония (Ultratop 50)        | 7              |
| Canadian RPM Singles Chart            | 4              |
| Франция (SNEP)                        | 10             |
| Германия (GfK)                        | 14             |
| Ирландия (IRMA)                       | 15             |
| Нидерланды (Single Top 100)           | 7              |
| Новая Зеландия (Recorded Music NZ)    | 4              |
| Норвегия (VG-lista)                   | 8              |
| Швеция (Sverigetopplistan)            | 16             |
| Швейцария (Schweizer Hitparade)       | 20             |
| Великобритания (OCC UK Singles)       | 3              |
| США (Billboard Hot 100)               | 1              |
| США (Billboard Hot R&B/Hip-Hop Songs) | 1              |
| США (Billboard Rhythmic)              | 1              |
| США (Billboard Pop Airplay)           | 3              |

| Чарт (2000)              | Место |
| ------------------------ | ----- |
| Australian Singles Chart | 5     |
| French Singles Chart     | 66    |
| U.S. Billboard Hot 100   | 6     |

| Чарт (2000-09)           | Место |
| ------------------------ | ----- |
| Australian Singles Chart | 50    |

| Регион | Сертификация  | Продажи  |
| --- | ------------- | -------- |
| Австралия (ARIA) | 2× Платиновый | 140 000^ |
| Франция (SNEP) | Серебряный    | 125 000* |
| США (RIAA) | Золотой       | 600,000^ |
| * Данные о продажах приведены только на основе сертификации. ^ Данные о тиражах приведены только на основе сертификации. |               |          |